# タウンゼンド子爵内閣
タウンゼンド子爵内閣(英語: Townshend ministry)は、グレートブリテン王国の内閣。1714年から1717年まで存在した。

## 概要
1714年9月、ジョージ1世の下北部担当国務大臣に就任したチャールズ・タウンゼンドを事実上の首班として組閣されたホイッグ党内閣である。
1716年までタウンゼンドは北部担当国務大臣を務めていたが、党内で対立する陣営によりアイルランド総督へ降格させられ、内閣は解体された。後任にはジェームズ・スタンホープとチャールズ・スペンサーが付き、第1次スタンホープ＝サンダーランド内閣が成立した。

## 閣僚
| 役職             | 名前                           | 期間            |
| ---------------- | ------------------------------ | --------------- |
| 北部担当国務大臣 | タウンゼンド子爵               | 1714年 - 1716年 |
| アイルランド総督 | タウンゼンド子爵               | 1717年          |
| 大法官           | クーパー男爵                   | 1714年 - 1717年 |
| 第一大蔵卿       | ハリファックス伯爵             | 1714年 - 1715年 |
| 第一大蔵卿       | カーライル伯爵                 | 1715年          |
| 第一大蔵卿       | ロバート・ウォルポール         | 1715年 - 1717年 |
| 王璽尚書         | ウォートン侯爵                 | 1714年 - 1715年 |
| 王璽尚書         | 空位                           | 1715年          |
| 王璽尚書         | サンダーランド伯爵             | 1715年 - 1716年 |
| 王璽尚書         | キングストン＝アポン＝ハル公爵 | 1716年 - 1717年 |
| 枢密院議長       | ノッティンガム伯爵             | 1714年 - 1716年 |
| 枢密院議長       | デヴォンシャー公爵             | 1716年 - 1717年 |
| 南部担当国務大臣 | ジェームズ・スタンホープ       | 1714年 - 1716年 |
| 南部担当国務大臣 | ポール・メシュエン             | 1716年 - 1717年 |
| 北部担当国務大臣 | ジェームズ・スタンホープ       | 1716年 - 1717年 |
| 海軍卿           | オーフォード伯爵               | 1714年 - 1717年 |
| 財務大臣         | サー・リチャード・オンズロー   | 1714年 - 1715年 |
| 財務大臣         | ロバート・ウォルポール         | 1715年 - 1717年 |
| 兵站部総監       | マールバラ公爵                 | 1714年 - 1717年 |
| 陸軍支払長官     | ロバート・ウォルポール         | 1714年 - 1715年 |
| 陸軍支払長官     | リンカーン伯爵                 | 1715年 - 1717年 |
| アイルランド総督 | サンダーランド伯爵             | 1714年 - 1717年 |
| 王室家政長官     | デヴォンシャー公爵             | 1714年 - 1716年 |
| 王室家政長官     | ケント公爵                     | 1716年 - 1717年 |
| 宮内長官         | シュルーズベリー公爵           | 1714年 - 1715年 |
| 宮内長官         | ボルトン公爵                   | 1715年 - 1717年 |
| 主馬頭           | サマセット公爵                 | 1714年 - 1715年 |
| 無任所大臣       | サマーズ男爵                   | 1714年 - 1716年 |